# مسرح حيفا

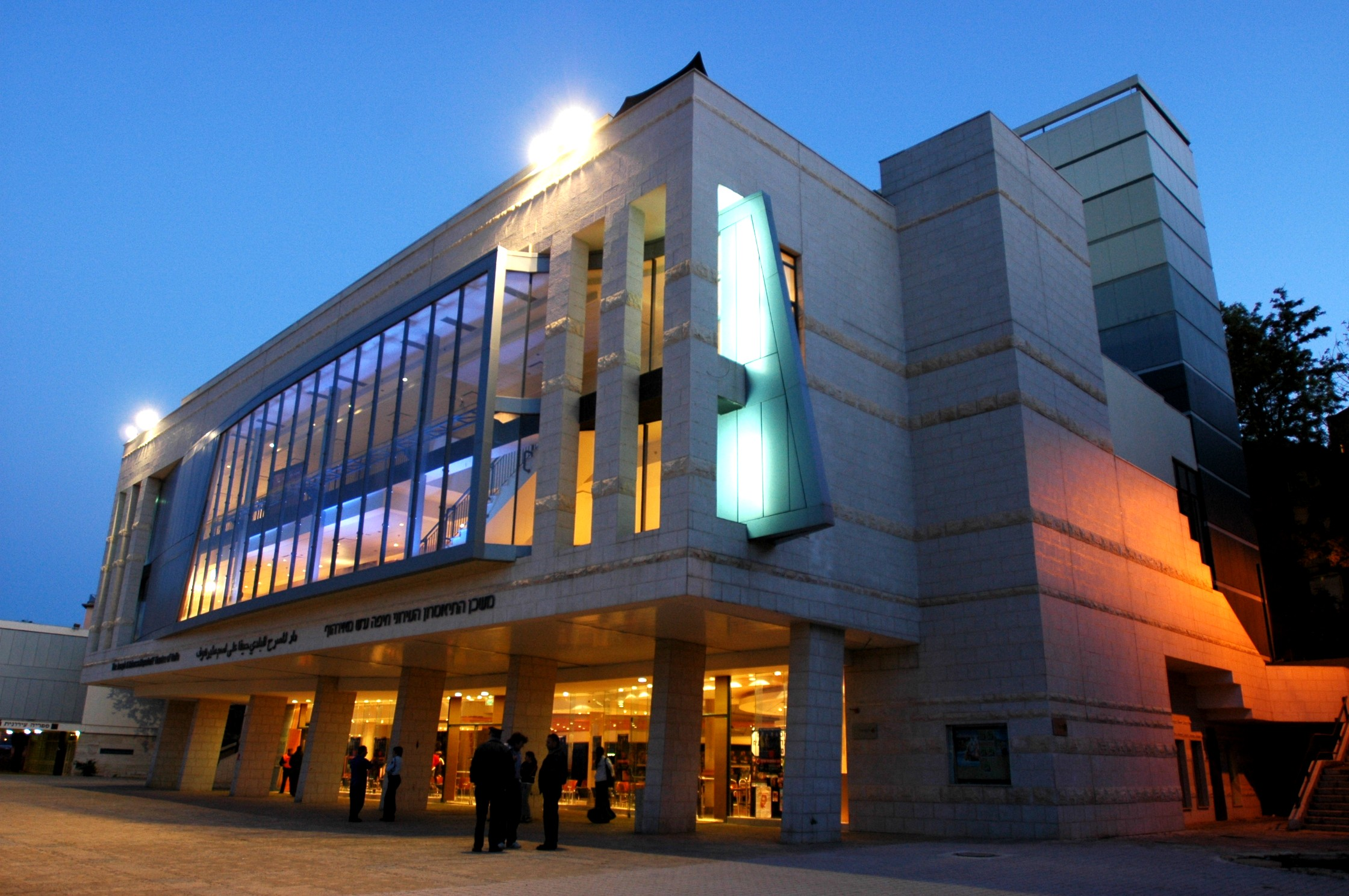
مبنى مسرح حيفا

مسرح حيفا (بالعبرية: תיאטרון חיפה) هو مسرح لبلدية حيفا، يعتبر أول مسرح في حيفا. قام بتأسيسه رئيس بلدية حيفا آبا حوشي سنة 1961.